# Gruppo Sportivo Ala Italiana
Il Gruppo Sportivo Ala Italiana, o più semplicemente Ala Italiana, è stata una società calcistica italiana con sede a Roma, esistita a cavallo fra gli anni trenta e quaranta del Novecento. 
Come Gruppo Aziendale Ala Littoria, nome che tenne per maggior tempo quale espressione sportiva dell'omonima compagnia aerea, disputò due campionati consecutivi di Serie C nel biennio 1941-1943. Dopo aver gareggiato con il nuovo nome contro le più blasonate formazioni concittadine nei campionati romani di guerra, confluì nel 1945 nell'Alba Roma.

## Storia

La Tirrenia impegnata contro il nel campionato romano, il 23 gennaio 1944: una rovesciata del biancazzurro Luigi Perugini (la gara fu vinta dalla Tirrenia 5-2).

La formazione bianca giunge in Serie C dopo quattro campionati consecutivi in Prima Divisione laziale; termina i due campionati di terza serie nelle prime posizioni in classifica. A causa della guerra in atto i campionati nazionali vengono sospesi e al Campionato romano di guerra 1943-1944 viene ammessa l'Ala Italiana che cambia però denominazione in Società Sportiva Tirrenia, dai colori sociali bianco e azzurro, che termina il campionato terza in classifica, sotto la Roma e la vincitrice Lazio.
Nel 1944 la società cambia ancora nome in Gruppo Sportivo Ala Italiana e dopo aver chiuso il campionato romano seguente al 6º posto ex aequo con il MATER, si fonde con la romana Albaerotecnica nell'"Associazione Sportiva Albala" (nome poi cambiato nell'estate del 1946, a seguito di una nuova fusione con altre compagini della capitale).

## Allenatori e presidenti

### Allenatori
- 1941-1943 Cesare Augusto Fasanelli
- 1943-1944 Giovanni Degni

### Presidenti
1941-1943 Guglielmo Magatti